# Траново
Траново — деревня в Клепиковском районе Рязанской области. Входит в состав Ненашкинского сельского поселения.

## География
Находится в северной части Рязанской области на расстоянии приблизительно 6 км на север по прямой от районного центра города Спас-Клепики.

## История
В 1897 году здесь (тогда деревня Рязанского уезда Рязанской губернии) было учтено 26 дворов.

## Население
Численность населения: 200 человек (1897 год), 10 в 2002 году (русские 100 %), 7 в 2010.